# Gutendorf (Bad Berka)

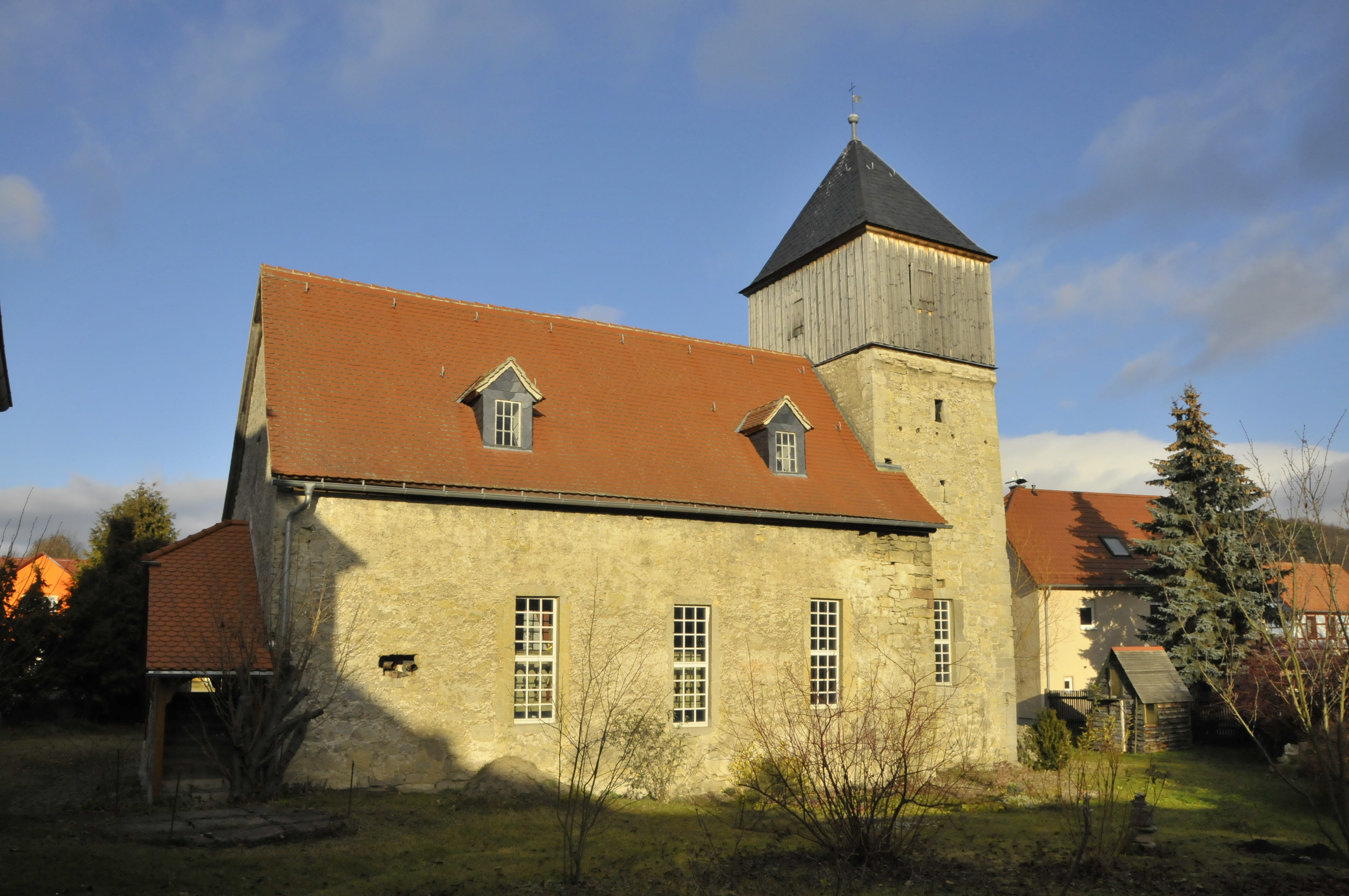
Dorfkirche

Gutendorf ist ein Ortsteil der Stadt Bad Berka im Westen des Landkreises Weimarer Land.

## Geografie
Gutendorf liegt etwa zwei Kilometer östlich des Bad Berkaer Ortsteils Meckfeld am Beginn des Tiefborntals, in dem ein kleiner Bach in Richtung Bad Berka fließt, der in der Ortslage seine Quelle hat. Durch den Ort, der die Siedlungsform Straßendorf hat, führt die Landesstraße 2155 von Klettbach kommt und in Richtung Bad Berka führt. Die nächstliegenden umgebenden Berge sind der Rüttelsberg im Süden (470,4 m ü. NN) mit einem Sendemast und eine Anhöhe im Norden (468,1 m ü. NN).

## Geschichte
Gutendorf wurde 1342 in einer Urkunde des Landgrafen Friedrich II. von Thüringen erstmals erwähnt und gehörte zur Herrschaft Tonndorf. Der Ort kam mit dieser 1346 nach dem Thüringer Grafenkrieg als Mainzer Lehen an die Stadt Erfurt. Die Zugehörigkeit Gutendorfs wechselte in der Folge zwischen Sachsen (1592) und Erfurt (1680). Ab 1815 war der Ort Teil des Großherzogtums Sachsen-Weimar-Eisenach. 1922 wurde der Ort in den Landkreis Weimar eingegliedert und nach 1945 mit dem Land Thüringen Teil der sowjetischen Besatzungszone und der DDR. Mit der Neueinteilung des Landes Thüringen 1950/52 in die Bezirke Erfurt, Gera und Suhl ist Gutendorf im Bezirk Erfurt dem Kreis Weimar-Land zugeordnet worden. Seit 1990 gehört der Ort zum neu gegründeten Bundesland Thüringen. Am 1. Dezember 2008 wurde er in die Stadt Bad Berka eingegliedert. Ortsteil-Bürgermeisterin ist derzeit (2021) Kathrin Reichardt.

## Kultur und Sehenswürdigkeiten
Die evangelische Filialkirche ist eine verputzte, massive Chorturmkirche und im Kern vermutlich aus dem 13. Jahrhundert. Sie wurde 1692 repariert. Hierbei erhöhte man den Turm und versah ihn mit einem Zeltdach. Im Inneren wurde das Gebäude 1714 barockisiert. Es enthält eine Holztonne, einen Kanzelaltar und ein hölzernes Taufgestell (vermutlich 1714). Der ummauerte Kirchhof ist laut einer Inschrift von 1696.